# Orania (plante)
Physokentia
Pour les articles homonymes, voir Orania.
Genre
Synonymes
- Arausiaca Blume[2]
- Halmoorea J. Dransf. & N.W. Uhl[2]
- Lataxiena (Orania)[3]
- Macrocladus Griff.[2]
- Pseudomurex (Orania) Pallary, 1900[3]
- Sindroa Jum.[2]

Orania est un genre de la famille des Arecaceae (Palmiers) comprenant des espèces natives de Madagascar, de la Thaïlande et de la Nouvelle-Guinée.

## Classification
- Sous-famille des Arecoideae
  - Tribu des Oranieae

## Liste d'espèces
Selon BioLib (21 avril 2019) et World Checklist of Selected Plant Families (WCSP) (21 avril 2019) :
- Orania archboldiana Burret (1939)
- Orania bakeri A.P.Keim & J.Dransf. (2012)
- Orania dafonsoroensis A.P.Keim & J.Dransf. (2012)
- Orania decipiens Becc., Philipp. J. Sci. (1909)
- Orania deflexa A.P.Keim & J.Dransf. (2012)
- Orania disticha Burret (1935)
- Orania ferruginea A.P.Keim & J.Dransf. (2012)
- Orania gagavu Essig (1980)
- Orania glauca Essig (1980)
- Orania grandiflora A.P.Keim & J.Dransf. (2012)
- Orania lauterbachiana Becc. (1914)
- Orania littoralis A.P.Keim & J.Dransf. (2012)
- Orania longisquama (Jum.) J.Dransf. & N.W.Uhl (1984)
- Orania longistaminodia A.P.Keim & J.Dransf. (2012)
- Orania macropetala K.Schum. & Lauterb. (1900)
- Orania micrantha Becc. (1914)
- Orania oreophila Essig (1980)
- Orania palindan (Blanco) Merr. (1905)
- Orania paraguanensis Becc. (1905)
- Orania parva Essig (1980)
- Orania ravaka Beentje (1995)
- Orania regalis Zipp. (1829)
- Orania subdisticha A.P.Keim & J.Dransf. (2012)
- Orania sylvicola (Griff.) H.E.Moore (1962)
- Orania tabubilensis A.P.Keim & J.Dransf. (2012)
- Orania timikae A.P.Keim & J.Dransf. (2012)
- Orania trispatha (J.Dransf. & N.W.Uhl) Beentje & J.Dransf. (1995)
- Orania zonae A.P.Keim & J.Dransf. (2012)

Selon GRIN (21 avril 2019) :
- Orania palindan (Blanco) Merr.
- Orania regalis Zipp.
- Orania sylvicola (Griff.) H. E. Moore

Selon The Plant List (21 avril 2019) :
- Orania archboldiana Burret
- Orania decipiens Becc.
- Orania disticha Burret
- Orania gagavu Essig
- Orania glauca Essig
- Orania lauterbachiana Becc.
- Orania longisquama (Jum.) J.Dransf. & N.W.Uhl
- Orania macropetala K.Schum. & Lauterb.
- Orania moluccana Becc.
- Orania oreophila Essig
- Orania palindan (Blanco) Merr.
- Orania paraguanensis Becc.
- Orania parva Essig
- Orania ravaka Beentje
- Orania regalis Zipp. ex Blume
- Orania rubiginosa Becc.
- Orania sylvicola (Griff.) H.E.Moore
- Orania trispatha (J.Dransf. & N.W.Uhl) Beentje & J.Dransf.

Selon Tropicos (21 avril 2019) (Attention liste brute contenant possiblement des synonymes) :
- Orania appendiculata (F.M. Bailey) Domin
- Orania archboldiana Burret
- Orania aruensis Becc.
- Orania beccarii F.M. Bailey
- Orania brassii Burret
- Orania clemensiae Burret
- Orania decipiens Becc.
- Orania disticha Burret
- Orania gagavu Essig
- Orania glauca Essig
- Orania lauterbachiana Becc.
- Orania longisquama (Jum.) J. Dransf. & N.W. Uhl
- Orania macrocladus Mart.
- Orania macropetala K. Schum. & Lauterb.
- Orania micrantha Becc.
- Orania moluccana Becc.
- Orania nicobarica Kurz
- Orania nivea Linden ex W. Watson
- Orania oreophila Essig
- Orania palindan (Blanco) Merr.
- Orania paraguanensis Becc.
- Orania parva Essig
- Orania philippinensis Scheff. ex Becc.
- Orania porphyrocarpa Blume ex Mart.
- Orania ravaka Beentje
- Orania regalis Zipp.
- Orania rubiginosa Becc.
- Orania sylvicola (Griff.) H.E. Moore
- Orania trispatha (J. Dransf. & N.W. Uhl) Beentje & J. Dransf.